# Malmö konsthall
Malmö konsthall er en kunsthal i det centrale Malmø.
Malmø kunstgalleri er tegnet af Klas Anshelm og blev indviet i 1975. Den viser hvert år omkring ti udstillinger og har omkring 200.000 besøgende om året.

## Chefer
- Diana Baldon fra 2014[2]
- Jacob Fabricius 2007-13[3]
- Lars Grambye november 2003-december 2007
- Anna Holmbom (fungerende) 2001-november 2003
- Bera Nordal 1997–2001
- Sune Nordgren 1990-96
- Björn Springfeldt 1986–90
- Eje Högestätt 1975-86 (den første chef)[4]